# Protracheoniscus kopetdagicus
Protracheoniscus kopetdagicus là một loài chân đều trong họ Trachelipodidae. Loài này được Borutzki miêu tả khoa học năm 1945.